# Всеукраїнський національний конгрес

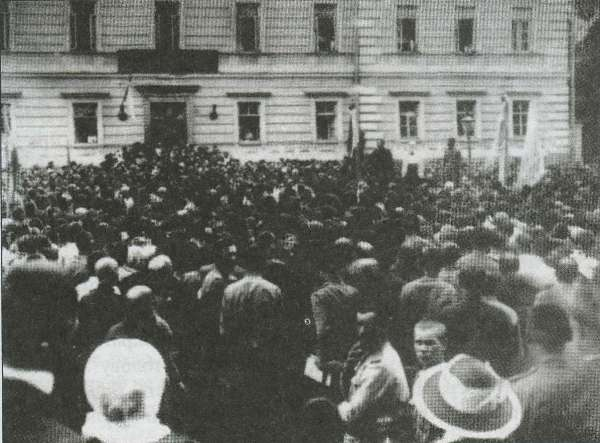
Михайло Грушевський вітає 3-й Український козацький полк ім. М. Грушевського перед відправленням на фронт, Київ, 1 липня 1917 (іноді це фото невірно атрибутують як «Учасники офіційних делегацій сходяться до зали засідань Конгресу»)

Всеукраї́нський націона́льний конгре́с (6 (19) — 8 (21) квітня 1917 року) — найважливіша подія початкового етапу Української революції, перший представницький форум українського руху на теренах України, який перетворив Українську Центральну Раду з київської на загальноукраїнську організацію.

## Мета та підготовка Конгресу
Всеукраїнський національний конгрес було скликано 6—8 квітня 1917 року у Києві. Його значення зумовлювалося уже самою метою скликання форуму — зробити Центральну Раду керівним органом українського національного руху та розширити її соціальну базу, переорієнтувати пріоритети діяльності з культурно-просвітницької на державницьку.

### Зростання національного руху
За місяць революції, після цілого ряду національних демонстрацій, і, зокрема, Свята Свободи у Києві, український визвольний рух набув такого розмаху, що Українська Центральна Рада у своєму первинному складі не могла вже розраховувати на успішне керівництво ним. Усе тогочасне українське суспільство, його провід, також відчували потребу у перетворенні Центральної Ради на авторитетніший та правоздатніший орган, ніж той, що його було створено на початку березня 1917 року переважно з представників київських громадських організацій. Водночас у провідних політиків виникало бажання у такий своєрідний спосіб продемонструвати свої потенційні можливості у всеукраїнському масштабі й намітити, завдяки підтримці авторитетного національного органу, принципову лінію національно-визвольної боротьби, неминучість якої ставала дедалі очевиднішою.

### Організація з'їзду
Перше повідомлення про скликання з'їзду було опубліковано 19 березня 1917 року у газеті «Вісти з Української Центральної Ради». 28 березня у газеті «Киевская мысль» були оприлюднені програма з'їзду та інструкція про вибори до нього, розроблені Михайлом Грушевським. З'їзд призначили на Великодні свята — 6, 7, 8 квітня (четвер, п'ятниця і субота великоднього тижня). Лідери Центральної Ради мали намір провести з'їзд на принципах територіального представництва за участю всіх регіонів України, щоби перетворити організацію на загальноукраїнську.
У своїй статті «На Всеукраїнський з'їзд», опублікованій 29 березня 1917 року, Михайло Грушевський помістив заклик до українців і неукраїнців «всіх областей, країв і закутків нашої національної території, що стоять на українській політичній платформі», взяти активну участь в його роботі, яка сприятиме успішному виконанню покладених на нього сподівань. Автор наголошував:
Центральне завдання з'їзду — завершити нашу організацію. Центральна Рада, створена у Києві з представників усіх київських верств і доповнена делегатами організацій позакиївських, уже тепер, в своїм тимчасовім складі є признаним усім свідомим українством центральним українським урядом. З'їзд має дати йому останню форму, вибрати його в постійнім уже складі… одним словом, привести в систему і порядок всеукраїнську національну організацію.

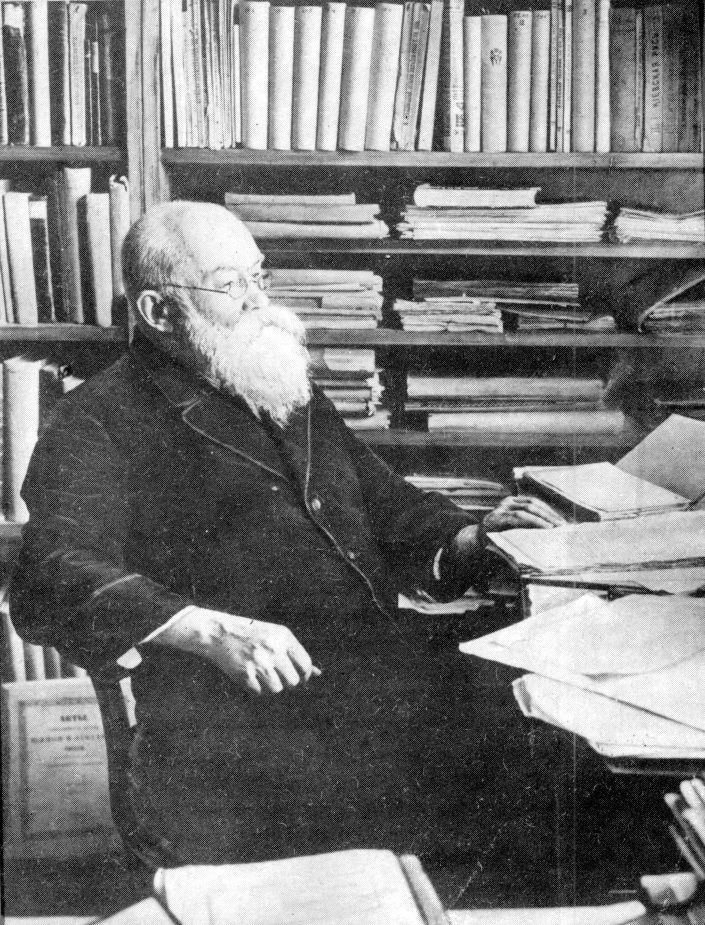
Михайло Грушевський у своєму робочому кабінеті

Підготовка форуму проходила за напружених обставин. По місту ходили чутки про можливість розгону Центральної Ради військовою силою, щоб не допустити зібрання Національного конгресу і проголошення автономії України. На зустрічі з київським виконавчим комітетом Михайло Грушевський і Дмитро Антонович засвідчили про бажання УЦР будувати свою діяльність на правовій основі і запевнили, що Конгрес не має на меті проголошення автономії України. Цю справу на той час вони вважали завданням майбутнього.

### Прихована мета зібрання
Тим не менш, Михайло Грушевський у своїх мемуарах, повертаючись до подій того часу, наводить деякі факти, які розкривають «внутрішню логіку» підготовки з'їзду. Голова Центральної Ради зазначав, що ініціатори акції хотіли провести її як можна скоріше, щоб задокументувати перед центральним урядом серйозність і невідступність українських соціальних домагань:
Тимчасовий уряд мав тенденцію відкладати усе до Установчих зборів і туди пакував українську справу в комплексі національного питання взагалі. Але справи Фінляндії, Польщі, Полудневого Кавказу він признавав настільки ясними самі собою, що уважав можливим негайно, своєю властю декретувати їм політичні права, не чекаючи Установчих зборів. Нам, значить, треба було продемонструвати загальнонародний імперативний характер українських домагань, можливо яскраво і недвозначно … Через голови наших київських неприятелів і клеветників нам треба було показати не тільки Тимчасовому урядові, а всьому російському громадянству, що наші домагання — се домагання загальні, народні, і народ чекає їх сповнення нетерпеливо, бере до серця кожну проволо́ку, і жартувати таким відкладанням „до Установчих зборів“, котрі невідомо коли відбудуться, се річ не зовсім безпечна.

## Склад та учасники
Отож, з 28 березня і до моменту скликання форуму в українських газетах з номера в номер друкувалися повідомлення про скликання 6 квітня 1917 року національного з'їзду, про норми представництва в ньому і пропоновану програму. Зокрема наголошувалось:
Представників мають прислати всі українські організації, політичні, культурні, професійні, територіальні, які приймають домагання широкої національно-територіальної автономії України і всієї повноти політичного і культурного українського життя, себто: організації партійні; товариства культурні, просвітні і економічні; організації робітничі, селянські, військові, духовенства, службовців, молоді всяких шкіл; села, міста і повіти.

### Умови участі у зборах
Якщо кількість членів організації не перевищувала 50, вона мала право направити одного делегата з вирішальним голосом, більше 50 — відповідно двох, понад 100 — трьох, 200 — чотирьох, 300 п'ятьох (але не більше). Із дорадчим голосом участь у Конгресі міг взяти, з дозволу президії, будь-який «організований українець».
Систему цю розробив особисто Михайло Грушевський. У своїх «Споминах» він писав:
…для з'їзду я виробив систему представництва мішану, так що в ній, крім представництва національного, було дещо і від представництва територіального. Представництво давалось українським національним організаціям — від кожних десяти організованих в якійсь організації українців можна було послати на з'їзд одного представника; але одного представника могла послати і кожна сільська громада, котра б того схотіла, кожна фабрика чи завод, і кожна військова частина. Тількі такі представники, наділені письменними мандатами, матимуть право рішаючого голосу на з'їзді — се ми підчеркували, щоб не дати притоки трактувати його як самочинне і невідповідальне зборище — всі інші гості будуть на з'їзді гістьми без права голосу.

### Прибуття гостей та делегатів
Побоювання організаторів, що через погану інформованість, незадовільну роботу транспорту, а, можливо, й низьку політичну активність українства з'їзд виявиться не досить представницьким, не виправдались. На Конгресі були широко представлені делегати від усіх українських губерній, різних верств населення, багатьох політичних партій (УПСР, УСДРП, УПСФ, «самостійників», громадських рухів, селянських спілок, студентських громад, товариств, кооперативних організацій). На зібрання також прибули представники українських громад Петрограду, Москви, Кубані, Вороніжчини, Бессарабії, Саратова та інших територій поза межами України. Загалом зареєструвалося близько 1500 учасників (делегатів з вирішальним і дорадчим голосом, а також гостей).
Почесне місце серед делегатів, які прибули на з'їзд, посіли відомі українські культурні та громадські діячі — Михайло Грушевський, Володимир Винниченко, Федір Крижанівський, Сергій Єфремов, Ілля Шраг, Петро Стебницький, Людмила Старицька-Черняхівська, Дмитро Дорошенко, Степан Ерастов, Модест Левицький.
Проте найважливішу роль у цьому зібранні зіграв до того незначний елемент — селяни, солдати та робітники. Разом з інтелігенцією, студентською молоддю вони упродовж найкоротшого часу стали усвідомлювати та гордо називати себе «українцями». У чомусь — інтуїтивно, а в чомусь — свідомо, але беззастережно вливаючись до лав руху, вони тим самим безповоротно надавали йому масового національно-політичного спрямування і характеру. Цей факт зворушив навіть, здебільшого завжди академічно-холодного, Грушевського:
«Щирий порив відразу об'єднав і злив в одно тіло сю кількатисячну громаду, що зібралася з різних частин України вперше на великі національні збори».

### Президія Конгресу
- Ерастов Степан (голова)
- Грушевський Михайло (почесний голова)
- Федір Крижанівський
- Овдієнко
- Гайдай
- Глинський
- Сергій Колос
- Барановський Христофор
- Сергій Єфремов
- Винниченко Володимир
- Левицький Орест
- Штейнгель Федір
- Погорілко Павло
- Богацький Павло (генеральний секретар)
- Пелешенко Василь
- Чехівський Володимир
- Расторгуєв
- Олександр Крупський
- Грінченко Марія
- Михайло Павловський
- Сторубель Федір
- Дубовий

## Перебіг Всеукраїнського конгресу

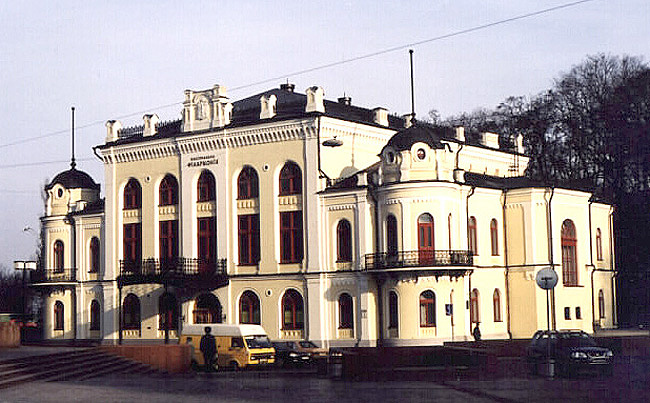
Будівля Національної філармонії України у Києві

Засідання Всеукраїнського конгресу проходили у Києві у залі Купецького зібрання (тепер Національна філармонія України, Володимирський узвіз, 2).
Уся робота з'їзду стала яскравою маніфестацією міцніючої національної єдності, впевненого перетворення різноликої і різнорідної армії делегатів на виразний, цілком певний, цілеспрямований представницький орган нації.
Активність делегатів можна схарактеризувати як бурхливу — протягом трьох днів відбулося понад 300 публічних виступів, не рахуючи величезної кількості (понад 350) вітань, що надійшли на адресу з'їзду практично з усіх куточків України і з-поза її меж. Тим не менш, гасла «Україна для українців» та «Самостійна Україна» вважалися небезпечними, «Українська автономія в федеративній Російській республіці» — найбільш популярними.
Душею форуму став Михайло Грушевський, який відкривав з'їзд. Його було одностайно обрано почесним головою зборів, він постійно перебував в епіцентрі дискусій. З його позицією солідаризувалися доповідачі, промовці, його ідеї, теоретичні висновки переносилися до документів, що ухвалювались.

### Перший день (6 квітня 1917 року)
У перший день роботи форуму, 6 квітня 1917 року, було виголошено й обговорено такі реферати:
- «Державне право і федеративні змагання на Україні» (доповідач Дмитро Дорошенко);
- «Автономія України і Всеросійські Установчі збори» (доповідач Федір Крижанівський)[8];
- «Федералізм. Домагання демократичної федеративної Російської Республіки» (доповідач Олександр Шульгин);
- «Автономія широка і необмежена, національно-територіальна й національна. Домагання широкої національно-територіальної автономії України і права національних меншостей та їх забезпечення» (доповідач Федір Матушевський)

На завершення першого дня роботи Конгресу за пропозицією Михайла Грушевського було зачитано і після урахування деяких поправок одностайно прийнято резолюції, які уособлювали тогочасні настрої українства:
| «1. Згідно з історичними традиціями і сучасними реальними потребами українського народу з'їзд вважає, що тільки національно-територіальна автономія України забезпечить потреби нашого народу і всіх інших народностей, котрі живуть на Українській Землі. |
| 2. Що той автономний устрій України, а також і иньших автономних країн Росії матимуть повні гарантії для себе в федеративнім ладі. |
| 3. Тому єдиною відповідною формою державного устрою з'їзд вважає федеративну демократичну Республіку Російську |
| 4. А одним з головних принципів української автономії - повне забезпечення прав національних меншостей, які живуть на Україні». |
Наступного дня з'їзд ухвалив додаток до четвертого пункту постанови:
| «З'їзд визнає необхідним, щоби в тих країнах Федеративної Російської Республіки, в яких український народ складає меншість людности, українському народові будуть забезпечені права меншости на таких же умовах, на яких на Україні забезпечуються права меншости неукраїнців». |

### Другий день (7 квітня 1917 року)
7 квітня делегати з'їзду заслухали реферати:
- «Основні підстави організації української автономії» (Михайло Ткаченко)

- «Спосіб і порядок фактичного творення автономії України» (Федір Крижанівський)

- «Про територію і населення автономної України» (Валентин Садовський)

- «Про забезпечення прав національних меншин» (Прокіп Понятенко)

- «Конкретні українські домагання до тимчасового уряду» (Сергій Колос)

Як підсумок висловлених міркувань і положень, за наслідками роботи другого дня Конгресу, було ухвалено таку резолюцію:
| «1) Український національний з'їзд, признаючи за Російськими Установчими зборами право санкції нового державного ладу в Росії, в тім і автономії України, і федеративного устрою Російської Республіки, вважає, однак, що до скликання Російських Установчих зборів прихильники нового ладу на Україні не можуть залишатися пасивними, але в порозумінні з меншими народностями України мають негайно творити підстави її автономного життя. |
| 2) Український з'їзд, йдучи назустріч бажанням Тимчасового правительства щодо організації і об'єднання громадських сил, признає негайною потребою організацію Краєвої Ради (Областного Совета) з представників українських країв і міст, народностей і громадських верств, до чого ініціативу повинна взяти Українська Центральна Рада. |
| 3) Український з'їзд, визнаючи право всіх націй на політичне самоопреділення, вважає: а) що кордони між державами повинні бути встановлені згідно з волею пограничної людности; б) що для забезпечення того необхідно, щоб були допущені на мирну конференцію, крім представників воюючих держав, і представники тих народів, на території яких відбувається війна, в тім і України». |
Хоча Михайло Грушевський пізніше критично оцінював рівень виголошених рефератів та їх обговорення, все ж академічна форма проведення національного з'їзду виявилася досить продуктивною, зважаючи на умови, за яких відбувалася Українська революція. Така форма, з одного боку, допомагала ефективно збагачувати визвольний рух новітніми теоретичними надбаннями, окреслювати лінію боротьби, а з іншого — відразу випробувала на широкому загалі, наскільки правильно обрано курс революції. З'їзд переконливо продемонстрував, що автономістсько-федералістські орієнтації панували в українському середовищі практично неподільно. Нечисленні прихильники самостійницьких поглядів мали усі підстави для серйозних розчарувань.
Того ж дня були заслухані вітання, з якими виступили представники різних організацій і регіонів не лише України, а й інших народів — російського, польського, єврейського, естонського. Про сутність і характер деяких привітань повідомив секретар з'їзду.
Газети урочисто описували другий день зборів, як «день незабутньо величного братання представників мало не всіх народів Росії», в якому «одбився настрій всіх недержавних народів, які прагнуть здобути волю».

### Третій день (8 квітня 1917 року)
Останній день роботи з'їзду було присвячено проведенню виборів до Центральної Ради. Михайло Грушевський двічі (7 та 8 квітня) доповідав про засади виборів, норми представництва, які після обговорення були затверджені. Спочатку таємним голосуванням, за наполяганням Грушевського, обирався Голова Центральної Ради, потім — відкрито — два його заступники і, нарешті — депутати Ради.

#### Вибори

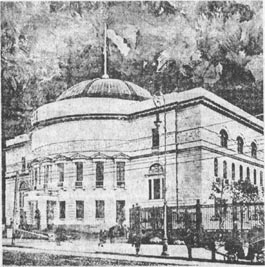
Будівля Центральної Ради

Вибори Голови УЦР розпочалися з овацій: «Маємо голову», «Батько Грушевський наш голова». Проте, за наполяганням Михайла Грушевського, формальної процедури було дотримано: Головою УЦР він був обраний практично одностайно (за — 588 голосів, 5 голосів було віддано за кожного з претендентів, що висувалися з'їздом і також балотувалися на цю високу посаду). Заступниками Голови було обрано Володимира Винниченка і Сергія Єфремова.
До складу Центральної Ради Конгрес обрав 115 депутатів:
- від просвітніх та інших організацій міста Києва — 13;
- від київських військових організацій — 8;
- від кооперативних організацій, Селянської спілки, вчительства і студентства — по 5;
- від Українського жіночого союзу — 1;
- від Союзу українських автономістів-федералістів — 5;
- від УСДРП — 4;
- від УПСР і УРДП — по 3;
- від самостійників — 1;
- від більшості губернських міст — по 3;
- від губерній (окрім центрів) — по 4 депутати.

Дістали представництво у Центральній Раді й українці Кубані, Бессарабії, Петрограда, Москви, Ростова, Саратова. Загалом вісім українських губерній і великі міста отримали 60 місць у Раді, тобто більше половини.
Природно, що у складі Центральної Ради високою виявилась питома вага активних учасників визвольного руху (Іван Стешенко, Людмила Старицька-Черняхівська, Андрій Яковлів, Дмитро Дорошенко, В'ячеслав Прокопович, Євген Чикаленко, Федір Матушевський, Андрій Ніковський, Олександр Шульгин, Олександр Степаненко, Микола Стасюк, Михайло Ткаченко, Валентин Садовський, Микола Міхновський, Микола Кузьменко та ін.). Водночас чимало депутатських мандатів отримала й перспективна молодь, яка не забарилася вийти на арену активної політичної діяльності (Павло Христюк, Микола Шраг, Михайло Єреміїв, Левко Чикаленко, Микола Любинський, Микола Левитський, Віктор Павелко, Сергій Колос).

#### Формування Малої Ради
На перших же організаційних зборах 8 квітня 1917 року Михайло Грушевський запропонував обрати Виконавчий Комітет під назвою Комітет Центральної Української Ради (пізніше дістав назву Малої Ради) у складі 20 чоловік. Головою Комітету було обрано Грушевського, його заступниками — Винниченка та Єфремова, товаришем Голови — Ф. Крижанівського, скарбником — В. Коваля, секретарями — В. Бойка та С. Веселовського.
Було також прийнято рішення об'єднати агітаційну та інформаційну комісії в організаційну, а її голову — Дмитра Антоновича — запросити до Комітету товаришем Голови.
Після 8 квітня до складу Центральної Ради були додатково включені:
- А. Вовченко (солдат залізничного батальйону).
- Г. М. Дежур-Журов (Таврія).
- П. Ф. Погорілко (від харківського духовенства).
- В. Чеховський.
- Чернота (від Одеси).

Таким чином, відразу ж після з'їзду склад Центральної Ради почав збільшуватися, що згодом стало правилом.

#### Рішення
На завершення третього дня роботи національний з'їзд ухвалив такі рішення:
| «1) Український національний з'їзд протестує проти претензій на землі непольські, заявлені тимчасовою Польською Державною Радою в декларації на заклик Тимчасового уряду Російського до з'єднання польського народу з вільною російською державою. Народ український не потерпить ніяких намагань до захоплення прав на територію України, политу його потом і кров'ю. |
| 2) Український національний з'їзд, вислухавши заяви і конкретні пропозиції українських делегатів армії і флоту, доручає Центральній Раді ті конкретні домагання подати Тимчасовому уряду. |
| 3) Український національний з'їзд ухвалив послати привітання українцям на фронт. |
| 4) Український національний з'їзд доручає Центральній Раді взяти, якомога скоріше, ініціативу союзу тих народів Росії, які домагаються, як і українці, національно-територіальної автономії на демократичних підставах в Федеративній Російській Республіці. |
| 5) Український національний з'їзд ухвалює доручити Центральній Раді організувати з своїх депутатів і представників національних меншин комітет для вироблення проекту автономного статуту України. Цей статут має бути запропонований для затвердження конгресові України, організованому так, щоб він висловлював волю людности всеї території України. Санкція автономного устрою України визнається, згідно з резолюцією попередніх днів, за Установчими зборами. |
| 6) Український національний з'їзд, вислухавши передані йому зі зборів Селянської спілки резолюції щодо заборони, продажу й закладу землі і лісів, а також довгострокової оренди скарбів підземних (вугілля, руди та инших), постановляє передати їх Центральній Раді для відповідної заяви Тимчасовому урядові» |

## Значення Всеукраїнського конгресу
Безперечно, Всеукраїнський національний конгрес виконав завдання, що покладалися на нього історичним моментом. Після української маніфестації 19 березня 1917 року він став важливим кроком у розвитку Української революції, продемонстрував перед Тимчасовим урядом серйозність і невідкладність українських національних домагань, а українство після з'їзду досягло якісно нового рівня національної консолідації.
Конгрес засвідчив прагнення лідерів Центральної Ради забезпечити легітимність керівного органу українського руху, став першим реальним кроком до створення української держави. Він відіграв важливу роль у справі піднесення авторитету Центральної Ради, перетворення її у верховний орган, центр українського політичного життя та національного визвольного руху, що виходив на якісно нові рубежі. За висловом Володимира Винниченка, після Конгресу Українська Центральна Рада стала «дійсно представницьким, законним (за законами революційного часу) органом усієї української демократії».
Також цей форум вказав на необхідність поглиблення і поширення організаторської роботи серед мас, створення на місцях розгалуженої мережі комітетів і організацій національно-державницької орієнтації як опори Центральної Ради, запоруки подальшого розвитку Української революції.
Всеукраїнським національним конгресом закінчився процес формування Центральної Ради і розпочався другий період її діяльності — боротьби за автономію України.

## Вшанування пам'яті

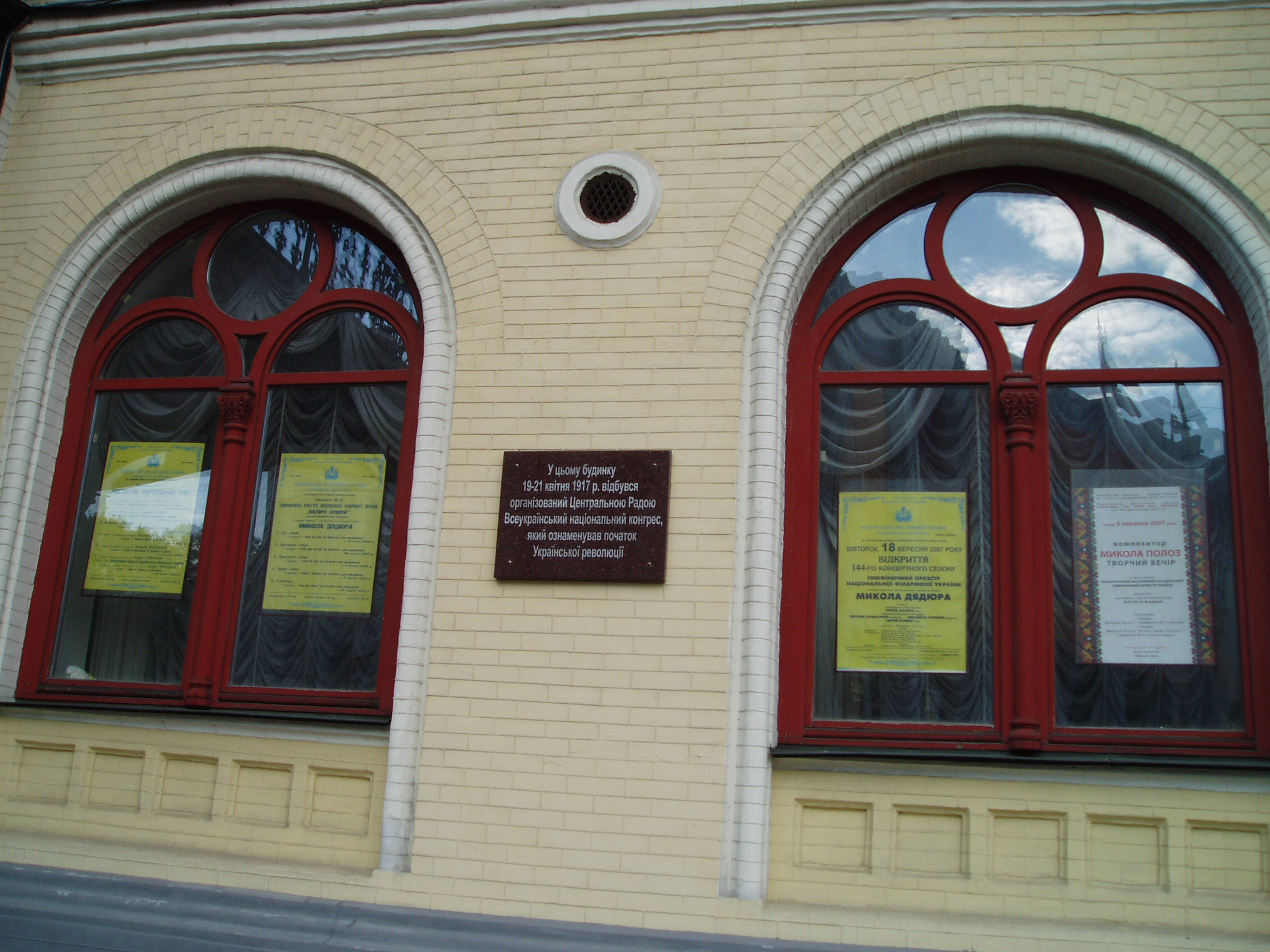
Пам'ятна дошка, встановлена на стіні Національної філармонії у Києві

У 2007 році українська патріотична громадськість відзначила 90-річчя Всеукраїнського національного конгресу. У своєму зверненні з нагоди ювілею Президент України Віктор Ющенко наголосив:
«Сьогодні з особливою шаною ми відзначаємо 90-ту річницю проведення у Києві Українського національного конгресу — події, яка стала провісником Української революції 1917—1921 років. …
Із формуванням Української Центральної ради конгрес відновив на нашій землі традицію демократичного правління у руслі загальноєвропейського життя і цивілізаційного вибору. Рішення форуму стали внеском у творення єдиної національної ідеї, завдяки якій ми витримали усі випробування і катаклізми минулого століття і утвердили сучасну Україну»
Також, 20 серпня 2007 року, на виконання указу Президента України, міський голова Києва Леонід Черновецький підписав розпорядження про встановлення на фасаді Національної філармонії України меморіальної дошки, присвяченої 90-ій річниці проведення Конгресу, з таким тестом:
«У цьому будинку 19-21 квітня 1917 року відбувся Український національний конгрес, який ознаменував початок Української революції 1917—1921 років»
У 2017 році на державному рівні в Україні відзначався ювілей — 100 років з часу початку роботи Всеукраїнського національного конгресу, першого представницького форуму українського руху 1917).